# Luis Liendo
Luis Liendo (La Serena, 25 de fevereiro de 1978) é um ex-futebolista boliviano que atuava como meia.

## Carreira
Luis Liendo integrou a Seleção Boliviana de Futebol na Copa América de 1999.